# Велково
Велково (болг. Велково) — село в Болгарии. Находится в Габровской области, входит в общину Трявна. Население составляет 1 человек.

## Политическая ситуация
Велково подчиняется непосредственно общине и не имеет своего кмета.
Кмет (мэр) общины Трявна — Драгомир Иванов Николов (независимый) по результатам выборов.